# Канал на Ивреа
Каналът на Ивреа (на италиански: Naviglio di Ivrea; на пиемонтски: Navil d'Ivrea) е изкуствен канал в регион Пиемонт, Северна Италия. Води началото си от река Дора Балтеа в град Ивреа и завършва, вливайки се в река Сезия в град Верчели.

## Маршрут
Каналът води началото си от река Дора Балтеа в историческия център на град Ивреа, където реката се разширява след пресичане на тесен каньон в средата на града. Продължава на югоизток, по морената на Замъка на Мазино и върви към дерето на градчето Мацè, което затваря Мореновия амфитеатър на Ивреа. Там, предвид малкото налично пространство, тече съвсем близко до река Дора Балтеа, на няколко десетки метра по-на север. При подселището на село Вилареджа – Рока каналът се отклонява от реката, насочвайки се на северозапад. След като навлиза в Провинция Верчели, той докарва вода до оризищата и пресича Канал „Депретис“ през Nodo della Restituzione – хидравличен възел (място на среща на два или повече канала) в община Тронцано Верчелезе. След това достига град Сантия, откъдето, съпътстван от бившия междуградски път SS 11 Padana Superiore, пресича Канал „Кавур“ при Хидравличния възел на Ная (на 168 м надм. височина). След това продължава към село Сан Джермано Верчелезе и влиза в град Верчели. След като пресича града, каналът завършва своя курс в река Сезия, на 120 м надм. височина.

## История
Строежът на канала започва през 1448 г. при управлението на херцог Амадей VIII Савойски, но е преустановен при наследника му Амадей IX Савойски. Съпругата му Йоланда Френска обаче се заинтересува от проекта. Строителните работи, стартирани на два пъти – през 1448 и 1468 г., завършват през октомври 1474 г. и няколко години по-късно каналът функционира напълно. Според някои италиански историци целта му е да свърже градовете Ивреа и Верчели чрез удобен воден път, подходящ за навигация през цялата година, и да благоприятства изграждането на малки мелници за напояване на провинция Верчели, в която за момента липсват условия за печелившо земеделие.
Проектът за канала се приписва на Леонардо да Винчи. В неговия Атлантически кодекс има рисунка със съоръжение за извличане на вода с канален мост с три арки, последвана от три бележки, написани огледално и споменаващи канала и река Дора Балтеа.
Опустошенията, гладът и чумата, последвали френско-испанското господство от 1538 до 1560 г. и испанското от 1633 до 1659 г. водят до западането на канала и до затлачването му с пясъци, пренасяни от река Дора Балтеа. Въпреки това през 1608 г. по нареждане на херцог Карл Емануил I Савойски започва работата по активирането на канала. Тя е спряна малко след това поради политическите събития от онова време. През 1616 г. каналът, чиито брегове са разрушени от наводнение, е ремонтиран по проект на Карло ди Кастеламонте. Работите, възобновени през 1650 г., са завършени окончателно от маркиз Карло Джачинто ди Пианеца, който се заема със задачата да усъвършенства древния маршрут на канала за своя сметка, така че да го направи плавателен.
Към 2020 г. основната му функция е да осигурява вода за оризищата на Верчели. Близо до град Сантия, в близост до бившия Междуградски път SS 143 Vercellese, функционира водноелектрическа централа.

## Общини
- Ивреа
- Албиано д'Ивреа
- Вестиние
- Каравино
- Боргомазино
- Монкривело'
- Маце
- Рока (подселище на Вилареджа)
- Чиляно
- Сантия
- Сан Джермано Верчелезе
- Верчели

## Дейности
Освен замъците с изглед към канала, като тези на Мазино и Монкривело, по протежение на канала има много места от културен интерес: оброчни стълбове, религиозни параклиси, светилища и църкви. По някои негови участъци любителите на спорта на открито имат възможност за бягане, планинско колоездене, северно ходене, конна езда по пътища и пътеки.
Въпреки че каналът граничи с обслужващ път за поддръжка, достъпът не винаги е разрешен от съображения за безопасност.